# Anđelko Višić
Anđelko Višić (Bjelovar, 29. studenog 1948. - Bastajski Brđani, 13. studenog 1991.) - hrvatski liječnik, internist
Rodio se u Bjelovaru 29. studenog 1948. godine. Uspješno je pohađao osnovnu školu i Gimnaziju Bjelovar. Diplomirao je na Medicinskom fakultetu u Zagrebu 1972. godine. Radio je na internom odjelu Opće bolnice u Bjelovaru. Specijalizirao je internu medicinu u Zagrebu 1981. godine. Objavljivao je stručne radove iz gastroenterologije. Godine 1986., dr. Anđelko Višić načinio je prvi ERCP u bjelovarskoj bolnici. 
Dragovoljno je pristupio 55. samostalnom bataljunu Bjelovar. Devet dana kasnije, 13. studenog 1991. godine tragično je poginuo u Domovinskom ratu kao prvi hrvatski liječnik. S vozačem Božidarom Orečom na povratku s intervencije, nakon pružanja pomoći ranjenim hrvatskim braniteljima, pripadnicima Zbora narodne garde iz Bjelovara i Grubišnog Polja, naišao je na neprijateljsku zasjedu te je izrešetan mitraljeskim mecima.
Njegova stručnost, zalaganje i požrtvovnost tijekom Domovinskog rata, potaknuli su ideju o organiziranju gastroenteroloških sastanaka Hrvatske u spomen na njega. Ta ideja je zaživjela tako što je 12. i 13. studenog 1993. godine u Bjelovar održan „I. Stručni gastroenterološki sastanak dr. Anđelko Višić”. Na tom sastanku je dogovoreno da ovaj stručni sastanak pređe u tradiciju te se održava svake druge godine u organizaciji Hrvatskog liječničkog zbora i Hrvatskog gastroenterološkog društva.
Posmrtno je 1997. godine dobio odlikovanje Reda Danice hrvatske s likom Katarine Zrinske za osobite zasluge za zdravstvo, socijalnu skrb i promicanje moralnih društvenih vrednota.
Nogometni klub Bjelovar od 2003. godine organizira „međunarodni turnir limača dr. Anđelko Višić”, jedan od najstarijih u Hrvatskoj.
„Opća bolnica Bjelovar” promijenila je ime u „Opća bolnica Dr. Anđelko Višić Bjelovar”, 2022. godine. 